# Michael Layer
Michael Layer (25. září 1796 Solbad Hall, Tyrolsko–7. prosince 1851 Praha) byl montanista, c. k. horní rada.

## Život
Jeho otec byl správce nemocnice a později městského právníka v Hall in Tirol. Po vystudování Báňské akademie v Bánské Štiavnici v roce 1818 nastoupil jako praktikant Horního dvorního účetnictví ve Vídni. V roce 1819 krátce pracoval v solném dole Aussee a následně se stal koncipientem Dvorní komory pro mincovní a hornické záležitosti. V roce 1824 pracoval jako pomocný úředník v solivaru v Hall in Tirol, kde se stal od roku 1828 správcem varny (solivaru). Jako specialista Horní dvorní komory podnikal průzkumné cesty, na nichž hledal nové možnosti hornické činnosti, nejen v Rakousku, mimo jiné v Karpatech a nížinách v Rumunska. V období 1830–1834 pracoval na Vrchním báňském úřadu jako čekatel na vyšší úřednické místo v Klagenfurtu. V roce 1838 byl vzhledem k jeho rozsáhlým znalostem v hornictví, hutnictví a strojírenství jmenován předsedou guberniální rady Vrchního báňského úřadu a zároveň soudcem v Příbrami.
Michael Layer přinesl Příbrami a železárnám ve Zbirohu pozoruhodný rozmach a položil základy velkolepého rozvoje uhelného hornictví v Sudetech. Byl ředitelem c. k. Kutebního ředitelství v Čechách, kde ve spolupráci s Josefem Fritschem řídili dolování. Rozdělil oblast Kladenska od Kralup nad Vltavou po Družec na sedm kutebních okruhů, na kterých byl zahájen a prováděn geologický průzkum. Byly založeny doly Michael Layer (1842), Kübeck (1842), Thinnfeld a další. V roce 1855 veškerý dolový majetek c. k. Kutební komise se sídlem v Brandýsku převzala Společnost státní dráhy.
V roce 1843 byl jmenován předsedou Centrálního báňského úřadu ve Vídni. Z této pozice usiloval o rozvoj uhelného hornictví v Banátu, zřízení železnice z Banátu k Dunaji a zřízení železáren v Rešici. Po roce 1848 obdržel místo státního podtajemníka v novém ministerstvu pro zemskou kulturu a hornictví.
Zemřel 7. prosince 1851 v Praze v hostinci U Zlatého anděla, kde byl stižen mrtvicí.